# Britta Iwald
Britta Eleonora Iwald, född 13 maj 1912 i Mattmar, Jämtlands län, död 22 januari 2000 i Svenstavik, Bergs församling, Jämtlands län var en svensk målare.
Hon var dotter till arbetaren Jonas Jonsson och Margareta Olsson och från 1936 gift med Olof Einar Iwald. Hon studerade vid Konsthögskolan i Stockholm 1934-1939 och under studieresor till Norge och Italien. Hon medverkade i samlingsutställningar på Liljevalchs konsthall och med Sveriges allmänna konstförening samt på flera platser i Sverige och Norge. Separat ställde hon ut på länsmuseet i Östersund. Hon har tillsammans med sin man utfört offentliga arbeten vid Svenstaviks skola, HSB i Östersund, samt i Bergs kyrka och Svensta kyrka. Hon tilldelades statligt arbetsstipendium 1971, Bergs kommuns kulturstipendium 1982 och Landstingets Peterson-Berg stipendiet 1984. Hennes konst består av landskap, stilleben, figurkompositioner och porträtt utförda i oljetempera och i sandmosaik med en speciell jordfärgsteknik. Iwald är representerad vid Jämtlands läns museum, Statens konstråd, Jämtlands läns landsting, Östersunds kommun och Bergs kommun.